# Virginia Slims of Oklahoma 1989
Virginia Slims of Oklahoma 1989 — жіночий тенісний турнір, що проходив на закритих кортах з твердим покриттям The Greens Country Club в Оклахома-Сіті (США). Належав до турнірів 2-ї категорії в рамках Світової чемпіонської серії Вірджинії Слімс 1989. Відбувся вчетверте і тривав з 27 лютого до 5 березня 1989 року. Несіяна Манон Боллеграф здобула титул в одиночному розряді й отримала 17 тис. доларів США.

## Фінальна частина

### Одиночний розряд
Манон Боллеграф —  Лейла Месхі 6–4, 6–4
- Для Боллеграф це був 2-й титул за сезон і 3-й — за кар'єру.

### Парний розряд
Лорі Макніл /  Бетсі Нагелсен —  Еліз Берджін /  Елізабет Смайлі без гри
- Для Макніл це був 1-й титул за рік і 19-й — за кар'єру. Для Нагелсен це був 2-й титул за сезон і 20-й — за кар'єру.